# Silvestrodasiops occultus
Silvestrodasiops occultus är en tvåvingeart som först beskrevs av Collin 1953.  Silvestrodasiops occultus ingår i släktet Silvestrodasiops och familjen stjärtflugor. Inga underarter finns listade i Catalogue of Life.